# Sorgho-Silmi-Mossi
Pour les articles homonymes, voir Sorgho (homonymie).
Ne doit pas être confondu avec Sorgho-Yargo.
Sorgho-Silmi-Mossi est une localité située dans le département de Oula de la province du Yatenga dans la région Nord au Burkina Faso.

## Santé et éducation
Le centre de soins le plus proche de Sorgho-Silmi-Mossi est le centre de santé et de promotion sociale (CSPS) de Oula tandis que le centre hospitalier régional (CHR) se trouve à Ouahigouya.